# Jazmin Grace Grimaldi
Jazmin Grace Grimaldi (Palm Springs, Verenigde Staten, 4 maart 1992) is de oudste van de twee buitenechtelijke kinderen van prins Albert II van Monaco. Haar moeder is Tamara Rotolo. Jazmin Grimaldi woont in New York met haar vriend.
Rotolo ontmoette prins Albert in 1991 tijdens een vakantie aan de Côte d'Azur en de twee kregen een kortstondige relatie. Toen Rotolo zwanger bleek van Jazmin, besloot ze om haar op te voeden in de Verenigde Staten.
Aanvankelijk was er nog veelvuldig contact met Albert, maar na de geboorte van Jazmin veranderde dat. Albert vader Reinier III was woedend over het buitenechtelijke kind en heeft er mogelijk voor gezorgd dat de contacten werden verbroken. Een poging om alimentatie te krijgen mislukte.
Op 11-jarige leeftijd bezocht Jazmin voor het eerst Monaco en ontmoette daar haar vader. Sindsdien hielden de twee contact met elkaar.
Op 1 juni 2006 gaf Albert II officieel toe de vader te zijn van Jazmin en verklaarde hij dat zij was geboren uit zijn relatie met Tamara Rotolo. De prins gaf aan dat hij haar identiteit wilde beschermen, totdat zij volwassen was.
Jazmin heeft een opleiding gevolgd aan de Fordham University en werkte twee jaar lang bij het Wereldvoedselprogramma van Verenigde Naties. Daarna startte zij een muziekcarrière en speelt ze kleine rollen in films. Ze voelt een sterke band met haar grootmoeder Grace Kelly en benoemt deze band dikwijls in de media.
Jazmin is veelvuldig in Monaco te vinden bij de familie Grimaldi. Zij heeft geen recht op de Monegaskische troon, omdat haar ouders nooit getrouwd zijn. Prins Albert heeft nog een onwettige zoon, Alexandre Coste.